# Clinton Mata
Clinton Mata, né le 7 novembre 1992 à Verviers en Belgique, est un footballeur international angolais, qui joue au poste de défenseur à l'Olympique lyonnais. Il possède également la nationalité belge.

## Biographie

### En club
Formé dans des petits clubs de la région verviétoise (Rechain, Battice, Elsaute), Clinton Mata fait ses débuts professionnels au KAS Eupen, intégrant le noyau A alors qu'il est âgé de 19 ans. Il y reste trois ans, jouant 71 matches pour les Pandas en deuxième division.
En juillet 2014, il signe au Sporting Charleroi contre une somme de 150 000 euros. Là-bas, il confirme son potentiel, et devient un titulaire indiscutable en première division belge, malgré des débuts difficiles. Après trois saisons à Charleroi, et bien qu'annoncé un moment au Sporting Anderlecht, il est finalement prêté au KRC Genk pour la saison 2017-2018.
Après ce prêt, il signe au Club Bruges KV pour 3 millions d'euros. Mais lors du test médical, les médecins lui découvrent une blessure qui l'éloigne des terrains pour quelques mois. Finalement, il est acheté moitié prix. À Bruges, il devient rapidement un titulaire important et le reste pendant cinq saisons.
Lors du mercato estival de 2023, Clinton Mata s'engage pour trois ans avec l'Olympique lyonnais. Le montant du transfert s'élève à 5 millions d'euros.

### En sélections nationales
Clinton Mata est né à Verviers, mais son père a défendu les filets de l'équipe d'Angola. C'est pour suivre ses traces qu'il choisit de représenter les « Palancas Negras », lorsqu'il est appelé par le sélectionneur Romeu Filemon. Sa première sélection a lieu en septembre 2014, et sa première rencontre quelques jours plus tard contre le Burkina Faso. En deux ans, Mata dispute huit matches pour l'Angola, mais n'a plus été sélectionné depuis mai 2016.
Alors qu'il n'était pas encore titulaire indiscutable à Charleroi, le sélectionneur de la Belgique Roberto Martinez avait déclaré qu'il avait été particulièrement impressionné par Mata, et qu'il avait regretté d'apprendre son choix pour l'Angola. Honoré par les propos de l'Espagnol, le joueur déclare « ne pas avoir de regrets, estimant que personne ne pouvait prévoir sa marge de progression, et que ça lui a permis pour la première fois de voir le pays de son père »,.
En juin 2024, Mata fait son retour en sélection angolaise.

## Statistiques

### En club
| Saison                | Club                  | Championnat           | Championnat | Championnat | Championnat | Coupe(s) nationale(s) | Coupe(s) nationale(s) | Coupe(s) nationale(s) | Supercoupe | Supercoupe | Supercoupe | Compétition(s) continentale(s) | Compétition(s) continentale(s) | Compétition(s) continentale(s) | Compétition(s) continentale(s) | Autres compétitions | Autres compétitions | Autres compétitions | Autres compétitions | Total | Total | Total |
| Saison                | Club                  | Division              | M.          | B.          | P.d.        | M.                    | B.                    | P.d.                  | M.         | B.         | P.d.       | Comp.                          | M.                             | B.                             | P.d.                           | Comp.               | M.                  | B.                  | P.d.                | M.    | B.    | P.d.  |
| 2010-2011             | KAS Eupen             | Division 1            | -           | -           | -           | -                     | -                     | -                     | -          | -          | -          | -                              | -                              | -                              | -                              | PO3                 | 1                   | 0                   | 0                   | 1     | 0     | 0     |
| 2011-2012             | KAS Eupen             | Division 2            | 10          | 0           | 2           | -                     | -                     | -                     | -          | -          | -          | -                              | -                              | -                              | -                              | TF                  | 2                   | 0                   | 1                   | 12    | 0     | 3     |
| 2012-2013             | KAS Eupen             | Division 2            | 26          | 0           | 1           | -                     | -                     | -                     | -          | -          | -          | -                              | -                              | -                              | -                              | -                   | -                   | -                   | -                   | 26    | 0     | 1     |
| 2013-2014             | KAS Eupen             | Division 2            | 26          | 2           | 0           | 2                     | 0                     | 0                     | -          | -          | -          | -                              | -                              | -                              | -                              | TF                  | 6                   | 0                   | 1                   | 34    | 2     | 1     |
| Sous-total            | Sous-total            | Sous-total            | 62          | 2           | 3           | 2                     | 0                     | 0                     | -          | -          | -          | -                              | -                              | -                              | -                              | -                   | 9                   | 0                   | 2                   | 73    | 2     | 5     |
| 2014-2015             | Charleroi SC          | Division 1            | 14          | 0           | 0           | 2                     | 0                     | 0                     | -          | -          | -          | -                              | -                              | -                              | -                              | PO1+BE              | 4+1                 | 0+0                 | 0+0                 | 21    | 0     | 0     |
| 2015-2016             | Charleroi SC          | Division 1            | 18          | 0           | 1           | 1                     | 0                     | 0                     | -          | -          | -          | C3                             | 0                              | 0                              | 0                              | PO2+BE              | 5+3                 | 0+0                 | 1+0                 | 27    | 0     | 2     |
| 2016-2017             | Charleroi SC          | Division 1            | 27          | 0           | 2           | 2                     | 0                     | 0                     | -          | -          | -          | -                              | -                              | -                              | -                              | PO1                 | 9                   | 1                   | 0                   | 38    | 1     | 2     |
| 2017-2018             | Charleroi SC          | Division 1            | 1           | 0           | 0           | -                     | -                     | -                     | -          | -          | -          | -                              | -                              | -                              | -                              | PO1                 | -                   | -                   | -                   | 1     | 0     | 0     |
| Sous-total            | Sous-total            | Sous-total            | 60          | 0           | 3           | 5                     | 0                     | 0                     | -          | -          | -          | -                              | 0                              | 0                              | 0                              | -                   | 22                  | 1                   | 1                   | 87    | 1     | 4     |
| 2017-2018             | KRC Genk              | Division 1            | 16          | 0           | 2           | 4                     | 0                     | 0                     | -          | -          | -          | -                              | -                              | -                              | -                              | PO1+BE              | 8+1                 | 0+0                 | 1+0                 | 29    | 0     | 3     |
| 2018-2019             | Club Bruges KV        | Division 1A           | 16          | 1           | 1           | -                     | -                     | -                     | -          | -          | -          | C1+C3                          | 4+0                            | 0+0                            | 0+0                            | PO1                 | 8                   | 1                   | 1                   | 28    | 2     | 2     |
| 2019-2020             | Club Bruges KV        | Division 1A           | 25          | 0           | 2           | 5                     | 0                     | 0                     | -          | -          | -          | C1+C3                          | 8+2                            | 0+0                            | 1+0                            | -                   | -                   | -                   | -                   | 40    | 0     | 3     |
| 2020-2021             | Club Bruges KV        | Division 1A           | 34          | 1           | 2           | 2                     | 0                     | 1                     | -          | -          | -          | C1+C3                          | 6+2                            | 0+0                            | 0+0                            | PO1                 | 5                   | 0                   | 0                   | 49    | 1     | 3     |
| 2021-2022             | Club Bruges KV        | Division 1A           | 33          | 1           | 2           | 5                     | 0                     | 3                     | 1          | 1          | 0          | C1                             | 6                              | 0                              | 0                              | PO1                 | 5                   | 0                   | 0                   | 50    | 2     | 5     |
| 2022-2023             | Club Bruges KV        | Division 1A           | 21          | 0           | 3           | 1                     | 0                     | 0                     | 1          | 0          | 0          | C1                             | 3                              | 0                              | 0                              | PO1                 | 4                   | 1                   | 0                   | 30    | 1     | 3     |
| Sous-total            | Sous-total            | Sous-total            | 129         | 3           | 10          | 13                    | 0                     | 4                     | 2          | 1          | 0          | -                              | 31                             | 0                              | 1                              | -                   | 22                  | 2                   | 1                   | 197   | 6     | 16    |
| 2023-2024             | Olympique lyonnais    | Ligue 1               | 28          | 0           | 3           | 5                     | 0                     | 0                     | -          | -          | -          | -                              | -                              | -                              | -                              | -                   | -                   | -                   | -                   | 33    | 0     | 3     |
| 2024-2025             | Olympique lyonnais    | Ligue 1               | 29          | 0           | 4           | 2                     | 0                     | 0                     | -          | -          | -          | C3                             | 9                              | 0                              | 0                              | -                   | -                   | -                   | -                   | 40    | 0     | 4     |
| 2025-2026             | Olympique lyonnais    | Ligue 1               | 1           | 0           | 0           | -                     | -                     | -                     | -          | -          | -          | -                              | -                              | -                              | -                              | -                   | -                   | -                   | -                   | 1     | 0     | 0     |
| Sous-total            | Sous-total            | Sous-total            | 58          | 0           | 7           | 7                     | 0                     | 0                     | -          | -          | -          | -                              | 9                              | 0                              | 0                              | -                   | -                   | -                   | -                   | 74    | 0     | 7     |
| Total sur la carrière | Total sur la carrière | Total sur la carrière | 325         | 5           | 25          | 31                    | 0                     | 4                     | 2          | 1          | 0          | -                              | 40                             | 0                              | 1                              | -                   | 62                  | 3                   | 5                   | 460   | 9     | 35    |

### En sélections nationales
| Saison                | Sélection             | Phases finales        | Phases finales | Phases finales | Phases finales | Éliminatoires CDM | Éliminatoires CDM | Éliminatoires CDM | Éliminatoires CAN | Éliminatoires CAN | Éliminatoires CAN | Matchs amicaux | Matchs amicaux | Matchs amicaux | Total | Total | Total |
| Saison                | Sélection             | Compétition           | M              | B              | Pd             | M                 | B                 | Pd                | M                 | B                 | Pd                | M              | B              | Pd             | M     | B     | Pd    |
| --------------------- | --------------------- | --------------------- | -------------- | -------------- | -------------- | ----------------- | ----------------- | ----------------- | ----------------- | ----------------- | ----------------- | -------------- | -------------- | -------------- | ----- | ----- | ----- |
| 2014-2015             | Angola                | -                     | -              | -              | -              | -                 | -                 | -                 | 4                 | 0                 | 0                 | -              | -              | -              | 4     | 0     | 0     |
| 2015-2016             | Angola                | -                     | -              | -              | -              | 1                 | 0                 | 0                 | 3                 | 0                 | 0                 | -              | -              | -              | 4     | 0     | 0     |
| 2023-2024             | Angola                | -                     | -              | -              | -              | 2                 | 0                 | 0                 | -                 | -                 | -                 | -              | -              | -              | 2     | 0     | 0     |
| 2024-2025             | Angola                | -                     | -              | -              | -              | 2                 | 0                 | 0                 | 2                 | 0                 | 0                 | -              | -              | -              | 4     | 0     | 0     |
| Total sur la carrière | Total sur la carrière | Total sur la carrière | -              | -              | -              | 5                 | 0                 | 0                 | 9                 | 0                 | 0                 | -              | -              | -              | 14    | 0     | 0     |

### Matchs internationaux
| Matchs internationaux de Clinton Mata, | Matchs internationaux de Clinton Mata, | Matchs internationaux de Clinton Mata,                                 | Matchs internationaux de Clinton Mata, | Matchs internationaux de Clinton Mata, | Matchs internationaux de Clinton Mata,  | Matchs internationaux de Clinton Mata, | Matchs internationaux de Clinton Mata,                             |
| #                                      | Date                                   | Lieu                                                                   | Adversaire                             | Résultat                               | Compétition                             | Club                                   | Notes                                                              |
| -------------------------------------- | -------------------------------------- | ---------------------------------------------------------------------- | -------------------------------------- | -------------------------------------- | --------------------------------------- | -------------------------------------- | ------------------------------------------------------------------ |
| 1                                      | 10 septembre 2014                      | Stade national du 11-Novembre, Luanda, Angola                          | Burkina Faso                           | D 0 - 3                                | Éliminatoires de la CAN 2015            | Charleroi SC                           | Titulaire, remplacé par Rúben Gouveia (en) à la 46e minute de jeu. |
| 2                                      | 15 novembre 2014                       | Stade national du 11-Novembre, Luanda, Angola                          | Gabon                                  | N 0 - 0                                | Éliminatoires de la CAN 2015            | Charleroi SC                           | Titulaire.                                                         |
| 3                                      | 15 novembre 2014                       | Stade du 4-Août, Ouagadougou, Burkina Faso                             | Burkina Faso                           | N 1 - 1                                | Éliminatoires de la CAN 2015            | Charleroi SC                           | Titulaire.                                                         |
| 4                                      | 13 juin 2015                           | Stade national de Tundavala, Lubango, Angola                           | Centrafrique                           | V 4 - 0                                | Éliminatoires de la CAN 2017            | Charleroi SC                           | Titulaire.                                                         |
| 5                                      | 6 septembre 2015                       | Stade municipal de Mahamasina, Antananarivo, Madagascar                | Madagascar                             | N 0 - 0                                | Éliminatoires de la CAN 2017            | Charleroi SC                           | Titulaire, écope d'un carton jaune à la 19e minute de jeu.         |
| 6                                      | 13 novembre 2015                       | Stade national d'Ombaka, Benguela, Angola                              | Afrique du Sud                         | D 1 - 3                                | Éliminatoires de la Coupe du monde 2018 | Charleroi SC                           | Titulaire.                                                         |
| 7                                      | 26 mars 2016                           | Stade des Martyrs, Kinshasa, République démocratique du Congo          | RD Congo                               | D 1 - 2                                | Éliminatoires de la CAN 2017            | Charleroi SC                           | Titulaire, remplacé par Isaac Correia (en) à la 79e minute de jeu. |
| 8                                      | 5 juin 2016                            | Complexe sportif Barthélemy Boganda, Bangui, République centrafricaine | Centrafrique                           | D 1 - 3                                | Éliminatoires de la CAN 2017            | Charleroi SC                           | Titulaire.                                                         |
| 9                                      | 7 juin 2024                            | Stade national du 11-Novembre, Luanda, Angola                          | Eswatini                               | V 1 - 0                                | Éliminatoires de la Coupe du monde 2026 | Olympique lyonnais                     | Titulaire, remplacé par Jordy Gaspar à la 91e minute de jeu.       |
| 10                                     | 11 juin 2024                           | Stade national du 11-Novembre, Luanda, Angola                          | Cameroun                               | N 1 - 1                                | Éliminatoires de la Coupe du monde 2026 | Olympique lyonnais                     | Titulaire.                                                         |
| 11                                     | 5 septembre 2024                       | Baba Yara Stadium, Kumasi, Ghana                                       | Ghana                                  | V 1 - 0                                | Éliminatoires de la CAN 2025            | Olympique lyonnais                     | Titulaire, écope d'un carton jaune à la 95e minute de jeu.         |
| 12                                     | 9 septembre 2024                       | Stade national du 11-Novembre, Luanda, Angola                          | Soudan                                 | V 2 - 1                                | Éliminatoires de la CAN 2025            | Olympique lyonnais                     | Entre en jeu à la place de Jordy Gaspar à la 78e minute de jeu.    |
| 13                                     | 20 mars 2025                           | Stade des martyrs de Benina (en), Benghazi, Libye                      | Libye                                  | N 1 - 1                                | Éliminatoires de la Coupe du monde 2026 | Olympique lyonnais                     | Titulaire.                                                         |
| 14                                     | 25 mars 2025                           | Stade national du 11-Novembre, Luanda, Angola                          | Cap-Vert                               | D 1 - 2                                | Éliminatoires de la Coupe du monde 2026 | Olympique lyonnais                     | Titulaire, remplacé par André Vidigal à la 69e minute de jeu.      |

## Palmarès

### En club
|  |  | KRC Genk - Coupe de Belgique : - Finaliste : 2018. |  | Club Bruges KV - Championnat de Belgique (3) : - Champion : 2020, 2021 et 2022. - Vice-champion : 2019. - Coupe de Belgique : - Finaliste : 2020. - Supercoupe de Belgique (2) : - Vainqueur : 2021 et 2022. |  | Olympique lyonnais - Coupe de France : - Finaliste : 2024. |

## Vie privée
Originaire d'Angola mais né en Belgique, Clinton Mata porte son prénom en référence au président américain Bill Clinton, dont l'élection a eu lieu le jour de sa naissance. Intéressé par la politique, le joueur figure en 2012 sur les listes électorales du PS, jusqu'à ce que son club de la KAS Eupen lui demande de s'en retirer. Après son transfert au Club Bruges KV, il s'installe à Maldegem.